# Oksana Dramaretska
Oksana Dramaretska (Savarka-Bohuslav, 30 de septiembre de 1971) es una diplomática ucraniana de carrera y actualmente Embajadora Extraordinaria y Plenipotenciaria de Ucrania ante México y concurrente para Guatemala, Costa Rica, Panamá, y Belice.

## Biografía
Es licenciada en Filología eslava por la Universidad Nacional Taras Shevchenko de Kiev, así como licenciada en Derecho Internacional por la Universidad Estatal Ucraniana de Finanzas y Comercio Internacional. 
Además de ucraniano y ruso, habla inglés, español, italiano, serbio y croata.
Desde 1995 es miembro del Servicio Diplomático Ucraniano. Se ha desempeñado en las Embajadas de Ucrania en Italia, Croacia y Bosnia-Herzegovina. Fue Vicedirectora del II Departamento Europeo del Ministerio de Asuntos Exteriores de Ucrania y trabajó asimismo en la Administración del Presidente de Ucrania.  
De 2016 a 2020 ocupó el cargo de Cónsul General de Ucrania en Barcelona.
El 12 de agosto de 2020 fue designada Embajadora Extraordinaria y Plenipotenciaria de Ucrania en México, concurrente para Belice, Costa Rica, Guatemala y Panamá.